# Капитонов, Михаил Михайлович
Михаил Михайлович Капитонов (1926—1995) — Полный кавалер ордена Славы. Разведчик 193-го пластунского стрелкового полка (9-я пластунская стрелковая дивизия, 60-я армия, 4-й Украинский фронт), красноармеец, участник Великой Отечественной войны, кавалер ордена Славы трёх степеней.

## Биография

### Ранние годы
Родился 13 сентября 1926 года в городе Баку в семье рабочего. Русский. Член КПСС с 1951 года. Окончил 7 классов и школу ФЗО. Работал токарем на заводе «Красный двигатель» в городе Самарканд. В Красной армии с июля 1943 года.

### В Великой Отечественной войне
В Действующей армии в Великой Отечественной войне с сентября 1943 года.

### Подвиг
Разведчик 193-го пластунского полка (9-я пластунская стрелковая дивизия, 18-я армия, 1-й Украинский фронт) рядовой Капитонов северо-западнее города Черновцы (Украина) 25 апреля 1944 года, находясь в разведке, обнаружил группу вражеских солдат и, зайдя им во фланг, внезапно открыл огонь и поразил 8 гитлеровцев.
29 апреля 1944 года, ведя разведку в том же районе в составе разведывательной группы, обнаружил до взвода гитлеровцев, своевременно доложил об этом командиру и в завязавшемся бою лично истребил 4 солдат.
Приказом командира 9-й пластунской Краснодарской дивизии (генерал-майор Метальников П. И.) № 096/н от 14.6.1944 года награждён орденом Славы 3 степени.
Разведчик взвода пешей разведки 871-го стрелкового полка (276-я стрелковая дивизия, 1-я гвардейская армия, 1-й Украинский фронт) Капитонов 11—13.12.1944 года, находясь в разведке, успешно выполнял задачи по выявлению огневых точек противника. Близ населённого пункта Даргов (24 км западнее города Михальовце, Чехословакия) скрытно подобрался к расположению гитлеровцев и, завязав с ними перестрелку, установил расположение вражеских огневых точек и передний край обороны. В этом бою был ранен, но поля боя не покинул.
Приказом командира 276-й стрелковой Темрюкской дивизии(генерал-майор Бежко) № 03/н от 28 января 1945 года награждён орденом Славы 3 степени. Указом Президиума Верховного Совета СССР от 23 марта 1963 года перенаграждён орденом Славы 2 степени.
23 апреля 1945 года разведчик взвода разведки 193-го пластунского стрелкового полка (9-я пластунская стрелковая дивизия, 60-я армия, 4-й Украинский фронт) Капитонов, будучи в головном дозоре в районе населённого пункта Скржипов (12 км южнее г. Опава, Чехословакия), завязал бой с гитлеровцами, пытавшимися проникнуть в тыл наших войск, и 6 из них сразил. Капитонов вместе с бойцами дозора захватил 2 пулемёта и 8 автоматов противника.
Приказом командира 9-й пластунской Краснодарской дивизии (генерал-майор Метальников П. И.) 24.6.1945 года награждён орденом Славы 3 степени.
Указом Президиума Верховного Совета СССР от 23 марта 1963 года перенаграждён орденом Славы 1 степени.

### После войны
После войны продолжил службу в Вооружённых Силах СССР. В 1955 году окончил Харьковское высшее военное авиационное инженерное училище. Работал старшим преподавателем в центре боевого применения и переучивания лётного состава.
Указом Президиума Верховного Совета СССР от 23 марта 1963 года за исключительное мужество, отвагу и бесстрашие, в боях с гитлеровскими захватчиками красноармеец Капитонов перенаграждён орденом Славы 1 степени. (№ 2605). Стал полным кавалером ордена Славы. Участник Парада Победы на Красной площади в Москве 1985 года.
С 12 декабря 1986 года полковник Капитонов М. М. в отставке. Жил и работал в городе Рязань.
Умер Михаил Капитонов 20 февраля 1995 года в Рязани. Похоронен на Скорбященском кладбище.

## Награды
- орден Отечественной войны I степени[3] (6.4.1985)
- Орден «За службу Родине в Вооружённых Силах СССР» III степени
- орден Славы III степени[4]

- орден Славы III степени[5]

- орден Славы III степени[6]

- Медаль «В ознаменование 100-летия со дня рождения Владимира Ильича Ленина»
- Медаль «За победу над Германией в Великой Отечественной войне 1941—1945 гг.» (9 мая 1945[7])
- Юбилейная медаль «Двадцать лет Победы в Великой Отечественной войне 1941—1945 гг.» (7 мая 1965[8])
- Юбилейная медаль «Тридцать лет Победы в Великой Отечественной войне 1941—1945 гг.»[9]
- Медаль «Сорок лет Победы в Великой Отечественной войне 1941—1945 гг.»[10]
- Медаль «30 лет Советской Армии и Флота»[11]
- Юбилейная медаль «40 лет Вооружённых Сил СССР»[12]
- Юбилейная медаль «50 лет Вооружённых Сил СССР» (26 декабря 1967[13])
- Юбилейная медаль «60 лет Вооружённых Сил СССР» (28 января 1978[14])
- Медаль «За безупречную службу» I степени

## Память
- На могиле в Рязани на Скорбященском кладбище установлен надгробный памятник.
- В Рязани на доме, где жил Полный кавалер ордена Славы (ул. Белякова, 18) установлена мемориальная доска.
- Его имя увековечено в Главном Храме Вооружённых сил России, и навсегда запечатлено на мемориале «Дорога памяти» [15].